# 千克每立方米
千克每立方米是国际单位制（SI）中密度的表示单位，通常写做kg/m³，其中kg代表公斤，m³代表立方米，例如水的标准密度为1,000 kg/m³，因为在一大氣壓4℃时，一立方米的水的重量为一公噸（1,000千克）。 
千克每立方米也可以写做kg·m⁻³。
如果千克每立方米除以1,000，则表示为克每立方米，写做g/m³，再乘上1000，等于克每升（一立方米等于1,000升），写做g/L，如果乘上100³，则为克每立方厘米（一米等于100厘米），写做g/cm³。1g/L等于1kg/m³，1g/cm³等于1,000 kg/m³。